# Raphael Mirval
Raphael Sylvain Mirval (Les Abymes, 4 maggio 1996) è un calciatore francese, attaccante del Baie-Mahault.

## Carriera

### Club
Dal 2015 al 2017 ha fatto parte della rosa del Perugia, con cui ha giocato una partita di Serie B, nella sconfitta per 1-4 contro il Novara. Con gli umbri ha segnato 15 reti in 27 gare del Campionato Primavera e una doppietta contro il Sassuolo nel Torneo di Viareggio 2016. Nel luglio 2017 viene ceduto in prestito al Villabiagio, formazione di Serie D, collezionando 5 presenze in campionato e 2 presenze nella Coppa Italia Serie D; poco prima della fine dell'anno, però, rimane svincolato. Nel 2021 firma un contratto con l'Aubagne, club della quarta divisione francese, mentre nel 2022 si accasa all'Aglianese, in Serie D, segnando la sua prima rete italiana contro il Lentigione.

### Nazionale
Il 23 gennaio 2018 ha esordito con la nazionale guadalupense giocando l'amichevole persa 0-1 contro il Trinidad e Tobago. In seguito viene convocato per la CONCACAF Gold Cup 2021.

## Statistiche

### Presenze e reti nei club
Statistiche aggiornate al 16 settembre 2021.
| Stagione        | Squadra         | Campionato      | Campionato | Campionato | Coppe nazionali | Coppe nazionali | Coppe nazionali | Coppe continentali | Coppe continentali | Coppe continentali | Altre coppe | Altre coppe | Altre coppe | Totale | Totale |
| Stagione        | Squadra         | Comp            | Pres       | Reti       | Comp            | Pres            | Reti            | Comp               | Pres               | Reti               | Comp        | Pres        | Reti        | Pres   | Reti   |
| --------------- | --------------- | --------------- | ---------- | ---------- | --------------- | --------------- | --------------- | ------------------ | ------------------ | ------------------ | ----------- | ----------- | ----------- | ------ | ------ |
| 2015-2016       | Perugia         | B               | 1          | 0          | CI              | 0               | 0               |                    | -                  | -                  |             | -           | -           | 1      | 0      |
| 2016-2017       | Perugia         | B               | 0          | 0          | CI              | 0               | 0               |                    | -                  | -                  |             | -           | -           | 0      | 0      |
| Totale Perugia  | Totale Perugia  | Totale Perugia  | 1          | 0          |                 | 0               | 0               |                    | -                  | -                  |             | -           | -           | 1      | 0      |
| ago.-dic. 2017  | Villabiagio     | D               | 5          | 0          | CI-D            | 2               | 0               |                    | -                  | -                  |             | -           | -           | 7      | 0      |
| 2021-2022       | Aubagne         | N2              | 0          | 0          |                 | -               | -               |                    | -                  | -                  |             | -           | -           | 0      | 0      |
| Totale carriera | Totale carriera | Totale carriera | 6          | 0          |                 | 2               | 0               |                    | -                  | -                  |             | -           | -           | 8      | 0      |

### Cronologia presenze e reti in nazionale
| Cronologia completa delle presenze e delle reti in nazionale ― Guadalupa | Cronologia completa delle presenze e delle reti in nazionale ― Guadalupa | Cronologia completa delle presenze e delle reti in nazionale ― Guadalupa | Cronologia completa delle presenze e delle reti in nazionale ― Guadalupa | Cronologia completa delle presenze e delle reti in nazionale ― Guadalupa | Cronologia completa delle presenze e delle reti in nazionale ― Guadalupa | Cronologia completa delle presenze e delle reti in nazionale ― Guadalupa | Cronologia completa delle presenze e delle reti in nazionale ― Guadalupa |
| Data                                                                     | Città                                                                    | In casa                                                                  | Risultato                                                                | Ospiti                                                                   | Competizione                                                             | Reti                                                                     | Note                                                                     |
| ------------------------------------------------------------------------ | ------------------------------------------------------------------------ | ------------------------------------------------------------------------ | ------------------------------------------------------------------------ | ------------------------------------------------------------------------ | ------------------------------------------------------------------------ | ------------------------------------------------------------------------ | ------------------------------------------------------------------------ |
| 23-3-2018                                                                | Les Abymes                                                               | Guadalupa                                                                | 0 – 1                                                                    | Trinidad e Tobago                                                        | Amichevole                                                               | -                                                                        | 66’                                                                      |
| 7-6-2018                                                                 | Fort-de-France                                                           | Guadalupa                                                                | 0 – 2                                                                    | Guyana francese                                                          | Amichevole                                                               | -                                                                        | 69’                                                                      |
| 11-9-2018                                                                | The Valley                                                               | Saint-Martin                                                             | 0 – 3                                                                    | Guadalupa                                                                | CONCACAF Nations League 2019-2020 - Qualificazioni                       | -                                                                        | 74’                                                                      |
| 16-2-2019                                                                | Santiago de los Caballeros                                               | Rep. Dominicana                                                          | 1 – 0                                                                    | Guadalupa                                                                | Amichevole                                                               | -                                                                        | 78’                                                                      |
| 23-3-2019                                                                | Les Abymes                                                               | Guadalupa                                                                | 0 – 1                                                                    | Martinica                                                                | CONCACAF Nations League 2019-2020 - Qualificazioni                       | -                                                                        |                                                                          |
| 7-9-2019                                                                 | Les Abymes                                                               | Guadalupa                                                                | 5 – 1                                                                    | Sint Maarten                                                             | CONCACAF Nations League 2019-2020 - 1º turno                             | -                                                                        |                                                                          |
| 10-9-2019                                                                | Providenciales                                                           | Turks e Caicos                                                           | 0 – 3                                                                    | Guadalupa                                                                | CONCACAF Nations League 2019-2020 - 1º turno                             | 2                                                                        | 87’                                                                      |
| 14-10-2019                                                               | Willemstad                                                               | Sint Maarten                                                             | 1 – 2                                                                    | Guadalupa                                                                | CONCACAF Nations League 2019-2020 - 1º turno                             | 2                                                                        | 83’                                                                      |
| 17-11-2019                                                               | Les Abymes                                                               | Guadalupa                                                                | 10 – 0                                                                   | Turks e Caicos                                                           | CONCACAF Nations League 2019-2020 - 1º turno                             | 3                                                                        | 59’                                                                      |
| 23-6-2021                                                                | Fort-de-France                                                           | Martinica                                                                | 1 – 2                                                                    | Guadalupa                                                                | Amichevole                                                               | -                                                                        | 68’                                                                      |
| 3-7-2021                                                                 | Fort Lauderdale                                                          | Guadalupa                                                                | 2 – 0                                                                    | Bahamas                                                                  | Qual. Gold Cup 2021                                                      | 1                                                                        | 49’ 70’                                                                  |
| 6-7-2021                                                                 | Fort Lauderdale                                                          | Guatemala                                                                | 1 – 1 (9 – 10 dtr)                                                       | Guadalupa                                                                | Qual. Gold Cup 2021                                                      | -                                                                        | 79’                                                                      |
| 12-7-2021                                                                | Orlando                                                                  | Costa Rica                                                               | 3 – 1                                                                    | Guadalupa                                                                | Gold Cup 2021 - 1º turno                                                 | 1                                                                        |                                                                          |
| 16-7-2021                                                                | Orlando                                                                  | Guadalupa                                                                | 1 – 2                                                                    | Giamaica                                                                 | Gold Cup 2021 - 1º turno                                                 | -                                                                        | 15’                                                                      |
| 20-7-2021                                                                | Houston                                                                  | Guadalupa                                                                | 1 – 2                                                                    | Suriname                                                                 | Gold Cup 2021 - 1º turno                                                 | -                                                                        | 63’                                                                      |
| 5-9-2024                                                                 | San José                                                                 | Costa Rica                                                               | 3 – 0                                                                    | Guadalupa                                                                | CONCACAF Nations League 2024-2025 - 1º turno                             | -                                                                        | 70’                                                                      |
| 9-9-2024                                                                 | Le Gosier                                                                | Guadalupa                                                                | 1 – 0                                                                    | Suriname                                                                 | CONCACAF Nations League 2024-2025 - 1º turno                             | -                                                                        | 70’                                                                      |
| 11-10-2024                                                               | Le Gosier                                                                | Guadalupa                                                                | 0 – 1                                                                    | Martinica                                                                | CONCACAF Nations League 2024-2025 - 1º turno                             | -                                                                        | 83’                                                                      |
| 15-10-2024                                                               | Le Gosier                                                                | Martinica                                                                | 0 – 0                                                                    | Guadalupa                                                                | CONCACAF Nations League 2024-2025 - 1º turno                             | -                                                                        | 76’                                                                      |
| 15-11-2024                                                               | Le Gosier                                                                | Isole Cayman                                                             | 0 – 6                                                                    | Guadalupa                                                                | CONCACAF Nations League 2024-2025 - Play-in                              | 1                                                                        |                                                                          |
| 19-11-2024                                                               | Le Gosier                                                                | Guadalupa                                                                | 1 – 0                                                                    | Isole Cayman                                                             | CONCACAF Nations League 2024-2025 - Play-in                              | -                                                                        | 68’                                                                      |
| 21-3-2025                                                                | Le Gosier                                                                | Guadalupa                                                                | 1 – 0                                                                    | Nicaragua                                                                | Qual. Gold Cup 2025                                                      | -                                                                        | 88’                                                                      |
| 25-3-2025                                                                | Managua                                                                  | Nicaragua                                                                | 0 – 1                                                                    | Guadalupa                                                                | Qual. Gold Cup 2025                                                      | 1                                                                        | 75’                                                                      |
| 16-6-2025                                                                | Carson                                                                   | Panama                                                                   | 5 – 2                                                                    | Guadalupa                                                                | Gold Cup 2025 - 1° turno                                                 | -                                                                        | 62’                                                                      |
| 20-6-2025                                                                | San Jose                                                                 | Giamaica                                                                 | 2 – 1                                                                    | Guadalupa                                                                | Gold Cup 2025 - 1° turno                                                 | -                                                                        | 81’                                                                      |
| Totale                                                                   |                                                                          | Presenze                                                                 | 25                                                                       |                                                                          | Reti                                                                     | 11                                                                       |                                                                          |